# Academia de Teatro em Estocolmo
A Academia de Teatro em Estocolmo (em sueco: Teaterhögskolan i Stockholm) foi uma instituição de ensino superior (escola de teatro) sueca, que formava em atuação e mímica, com os graus de bacharel (Kandidat) e mestre (Magister).

## História
A instituição tem a sua origem na escola de atuação criada em 1787, por iniciativa do rei Gustavo III da Suécia, incorporada durante muito tempo ao Teatro Dramático Real. A escola de atuação do Teatro Dramático Real era então conhecida em sueco como Dramatens elevskola, chamada oficialmente por Kungliga Dramatiska Teaterns Elevskola, e produziu um grande número de atores que mais tarde se tornaram famosos, incluindo Greta Garbo, Gustaf Molander, Alf Sjöberg, Ingrid Bergman, Signe Hasso, Gunnar Björnstrand, Max von Sydow e Bibi Andersson. Em 1964, a escola separou-se do Teatro Dramático Real, por iniciativa do então diretor do teatro, Ingmar Bergman, que invocava a falta de espaço no edifício para continuar a abrigar a escola. Entre 1964 e 1977, a escola era chamada Escola Nacional de Teatro em Estocolmo, mudando por fim o nome para Academia de Teatro em Estocolmo.
No dia 1 de janeiro de 2011, a Academia de Teatro fundiu-se com o Instituto Dramático (Dramatiska Institutet) para formar a Academia de Artes Dramáticas de Estocolmo (Stockholms dramatiska högskola), que se constituiu como uma unidade da Universidade das Artes de Estocolmo (Stockholms konstnärliga högskola) desde 2014. Até ao momento da fusão, a Academia de Teatro tinha uma centena de alunos por ano e empregava cerca de trinta funcionários.